# Thann
Thann é uma comuna francesa na região administrativa de Grande Leste, no departamento Alto Reno. Estende-se por uma área de 12,5 km². Em 2010 a comuna tinha 7 869 habitantes (densidade: 629,5 hab./km²).